# Chân bơi
Chân bơi (danh pháp hai phần: Heliopais personatus) là một loài chim nước thuộc chi đơn loài Heliopais, họ Chân bơi, sinh sống ở các vùng đất ngập nước trong và đục ở Đông Nam Á. Loài này sinh sóng ở các khu vực đầm lầy, rừng đước, rừng ngập lụt, xa vẳn cây gỗ, rừng.
Chúng ăn các loài động vật không xương sống thủy sinh, bao gồm ấu trùng và con trưởng thành phù du, chuồn chuồn, động vật giáp xác, ốc, cá và động vật lưỡng cư.